# Antônio Cândido Rodrigues
Antônio Cândido Rodrigues (São Paulo, 19 de julho de 1850 — São Paulo, 21 de outubro de 1934) foi um militar e político brasileiro.

## História
Filho de João José Rodrigues (foi Juiz de Direito) e de Jesuina Ribeiro dos Santos. Estudou na Escola Militar do Rio de Janeiro. Foi voluntário da Guerra do Paraguai. Na carreira militar chegou ao posto de general.
Foi Secretário da Agricultura do Estado de São Paulo no governo Rodrigues Alves e de Albuquerque Lins. Foi senador pelo estado de São Paulo.
Foi Ministro da Agricultura no Governo Nilo Peçanha. Está sepultado no Cemitério da Consolação. Foi casado com Zulmira de Almeida Nogueira Pedroso, teve 4 filhos, entre estes Horácio Rodrigues. Seus outros filhos foram Mario Rodrigues casado com Luiza Novo Rodrigues e Alice Rodrigues Dias, casada com Vicente Dias Junior, fazendeiro em São José do Rio Pardo, e Nadéia Rodrigues Cintra, casada com Antonio Felix de Araujo Cintra, era a caçula do casal.